# Carl Rebling
Christian Gottlob Wilhelm „Carl“ Rebling (* 11. März 1813 in Clingen; † 23. März 1878 in Eisenach) war ein Jurist und Politiker des Fürstentums Schwarzburg-Sondershausen.

## Familie
Rebling war ein Sohn des Steuereinnehmers und Branntweinbrenners Johann Friedrich Theodosius Rebling und dessen Ehefrau Johanna Dorothea Friederike, geb. Ludwig. Er heiratete am 24. August 1836 in Clingen Charlotte Wilhelmine Kegel (* 27. Februar 1815 in Gangloffsömmern; † 7. März 1884 in Eisenach), Tochter des Amtsverwalters und späteren Amtmanns Tobias Kegel. Die Tochter Anna Rebling (* 1841 in Greußen) starb im November 1912 in Berlin. Der Sohn Oskar Rebling (* 4. Juli 1846 in Greußen, † 1929) wurde Gymnasialdirektor in Altena; ein Enkel von ihm war der Musikwissenschaftler Eberhard Rebling (1911–2008). Der Sohn Georg Hugo starb 1850 ein halbes Jahr nach der Geburt.

## Beruf
Rebling studierte 1831‒1834 Jura in Jena und wurde 1835 Regierungsadvokat in Clingen. Ab Mai 1836 war er Senator und Stadtschreiber in Greußen und ab März 1843 Stadtsyndikus. Im März 1847 ließ er sich von allen Magistratsfunktionen in Greußen entbinden. Die Fürstin Mathilde setzte ihn 1847 und 1849 als ihren juristischen Beistand für die Trennungsverhandlungen mit dem Fürsten Günther Friedrich Carl ein.
Im Juli 1850 wurde er Staatsanwalt und Stellvertreter des Oberstaatsanwalts am neu eingerichteten Appellationsgericht Eisenach; im April 1851 wurde er dort als Appellationsgerichtsrat Richter. In der Hierarchie der Ratsstellen stieg er im Lauf der Jahre von der untersten (siebten) zur obersten auf. Zu der Zeitschrift seines ehemaligen Vizepräsidenten Busch lieferte er vom ersten Band an regelmäßig Beiträge aus der Gerichtspraxis. 1876 wurde er gesundheitsbedingt in den Ruhestand versetzt.

## Politik
In Greußen war Rebling Mitglied und Vorsitzender des Bürgervorsteherkollegiums. Während der Märzrevolution 1848 trat er als führendes Mitglied eines „Volksvereins für die Unterherrschaft“ hervor.
Rebling war zwei Jahre lang Mitglied des Sondershäuser Landtags. In der ersten Wahlperiode wurde er 1843 (nach ständischem Wahlrecht und indirekt) zum Vertreter des Abgeordneten von Greußen, Bürgermeister Eduard Huschke, gewählt. Im März 1848 bestärkte er Huschke darin, dem Fürst politische Liberalisierungen zu empfehlen. Missdeutungen der Bürger, die darauf folgten, veranlassten Huschke, alle Ämter aufzugeben. Daher rückte Rebling nach und war ab 21. März noch wenige Tage aktiver Abgeordneter.
Im 3. Landtag (in der zweiten Wahlperiode nach gleichem Wahlrecht) mit Sitzungen vom 28. August bis 4. Oktober 1848 war er außerdem Mitglied des Landtagsausschusses und stellvertretender Landtagssyndikus. In diesem Landtag wurde insbesondere das Wahlrecht für den nachfolgenden Landtag beraten. Im Entwurf der Regierung waren erstmals gleiche und geheime, aber durchgehend indirekte Wahlen vorgesehen. Rebling argumentierte vehement für direkte Wahlen, während der Landtagskommissar und Regierungschef Friedrich Chop die indirekte Wahl durch Wahlmänner als eine Übergangslösung verteidigte. Letztlich kam nur durch das vermittelnde Verhalten des Pfarrers Blumröder ein Beschluss zustande. Manchen Kommentatoren galt Rebling als „der geistige Führer der konstitutionellen Bewegung“, als „der geistige Führer der Revolution […], ein Mann von außerordentlicher Befähigung“; das stützt sich besonders auf diesen Landtag.
In der dritten Wahlperiode wurde Rebling (indirekt, aber gleich und geheim) in den ‚zur Verabredung der Verfassung berufenen Landtag‘ mit Sitzungen vom 4. Juni 1849 bis zum 16. März 1850 gewählt. Im Juni 1849 nahm er im Auftrag der Regierung an einer Konferenz der Thüringer Staaten in Weimar teil; an den Landtagssitzungen nahm er deshalb erst ab Ende Juni teil. Im November des Jahres delegierte ihn der Landtag zu einer Versammlung in Weimar, die über Fragen einer Einigung der Thüringer Staaten beriet.
Ende 1849 wurde er vom Landtag auf Vorschlag der Regierung zum Abgeordneten von Schwarzburg-Sondershausen im Staatenhaus des Erfurter Unionsparlaments gewählt. Bei den Verhandlungen dort (20. März bis 29. April 1850) war er Schriftführer. Politisch schloss er sich der Bahnhofspartei an.

## Auszeichnungen
- Geheimer Justizrat (1871)[33]
- Ritter 1. Klasse des Großherzoglichen Hausordens der Wachsamkeit oder vom weißen Falken (1871)[34]
- Schwarzburgisches Ehrenkreuz II. Klasse (1876)[14]

## Nachweise
1. ↑  Die Angabe der Vornamen ist problematisch. Der Eintrag im Taufregister lautete „Johann Gottlob Wilhelm“ (so auch im Sterberegistereintrag der Tochter Anna Rebling); sonst ist von „Johann“ anscheinend kein Gebrauch gemacht worden. Der Eintrag im Sterberegister lautete „Christian Gottlob Wilhelm“; so waren auch die amtlichen Namensgaben gelegentlich (z. B. 1835) und ab etwa 1871 regelmäßig sowie die familiengeschichtliche Überlieferung. Im Studium (1831ff.) und 1851 bis 1871 ist „Carl“ häufig belegt, offenbar selbst gewählt. Ansonsten war „C.“ üblich; sicherlich häufig als Abkürzung für Carl verstanden.
2. ↑  nach Jaldati und Rebling S. 31; Lengemann gibt „Theodor“ an.
3. ↑  Sterbeeintrag von Anna Rebling, Tochter von Johann Gottlob Wilhelm Rebling, im Standesamt Berlin, Sterbe-Register (Haupt-Register) von Standesamt II Schöneberg 1912, Eintrag Nr. 797 vom 11. November 1912. (Eingesehen bei Ancestry.com; Kopie in Commons.)
4. ↑  Personendaten bei Franz Kössler, Personenlexikon von Lehrern des 19. Jahrhunderts, Buchstabe R. PDF.
5. ↑  Fürstlich Schwarzb. Regierungs- und Intelligenz-Blatt vom 20. April 1850, S. 186.
6. ↑  Eingeschrieben als „Carol. Rebling“ am 24. Oktober 1831 (Matrikel der Universität Jena 1801‒1854, S. 237); Namensverzeichnis der Studierenden No. 11 (WS 1831/32), Nr. 384, bis No. 16 (SS 1834), Nr. 304.
7. ↑  Regierungs- und Intelligenz-Blatt vom 12. März 1835, S. 89.
8. ↑  Fürstlich Schwarzb. Regierungs- und Intelligenz-Blatt vom 15. Mai 1836, S. 159 sowie 12. Juni, S. 194.
9. ↑  Fürstlich Schwarzb. Regierungs- und Intelligenz-Blatt vom 25. Februar 1843, S. 59.
10. ↑  Fürstlich Schwarzb. Regierungs- und Intelligenz-Blatt vom 13. und 20. März 1847, S. 97 und 111f.
11. ↑  Fürstlich Schwarzb. Regierungs- und Intelligenz-Blatt vom 22. Juni 1850, S. 261 und vom 1. März 1851, S. 75.
12. ↑  Staats-Handbuch für das Großherzogthum Sachsen-Weimar-Eisenach 1869. Weimar 1869, S. 105.
13. ↑  Archiv für Theorie und Praxis des Allgemeinen Deutschen Handelsrechts, Bd. 1, 1863, S. 450ff. bis Bd. 34, 1876, S. 311ff.
14. 1 2  Regierungs- und Nachrichtsblatt für das Fürstenthum Schwarzburg-Sondershausen vom 7. Oktober 1876, S. 481.
15. 1 2  Lammert S. 103.
16. ↑  Landesgrundgesetz 1841 §§108–135.
17. ↑  Regierungs- und Intelligenz-Blatt vom 26. August 1843, S. 271.
18. ↑  Fürstlich Schwarzb. Regierungs- und Intelligenz-Blatt vom 18. März 1848, S. 100; Landtagsprotokoll vom 20. März, S. 311f.; Fürstliche Proklamation vom 13. März (Gesetz-Sammlung 1848, S. 13f.).
19. ↑  Landtagsprotokoll vom 21. März 1848, S. 317–320.
20. ↑  Sitzungsprotokoll vom 28. August 1848 S. 1.
21. ↑  Mitverfasser des Ausschussberichts vom 30. November 1848 über das Landeskassenwesen 1846: Fürstlich Schwarzb. Regierungs- und Intelligenz-Blatt 1848 Beilage.
22. ↑  Sitzungsprotokoll vom 30. August 1848 S. 20 und 23.
23. ↑  Sitzungsprotokoll vom 5. September 1848 S. 53–55 und 68f. (Rebling); S. 65–68 und 69 (Chop).
24. ↑  S. 56f. in derselben Sitzung.
25. ↑  Wahlgesetz vom 6. Oktober 1848.
26. ↑  Bruno Huschke in Der Deutsche. Sondershäuser Tageblatt 1903 Nr. 81.
27. ↑  Fürstlich Schwarzb. Regierungs- und Intelligenz-Blatt vom 26. Mai 1849, S. 249f.
28. ↑  Landtagsprotokolle vom 7. und 29. Juni 1849, S. 27 und 83.
29. ↑  Abordnung und Beratung des Ergebnisses im Landtagsprotokoll vom 9. November und 4. Dezember 1849, S. 387–392 und 487–489.
30. ↑  Abgeordneter von Schwarzburg-Sondershausen im Volkshaus des Unionsparlaments war Carl Emmerling.
31. ↑  Landtagsprotokoll vom 29. November und 3. Dezember 1849, S. 476f.
32. ↑  Verhandlungen des Staatenhauses vom 21. März 1850, S. 57.
33. ↑  Der Deutsche. Sondershäuser Zeitung 1871 Nr. 100.
34. ↑  Blätter von der Saale vom 5. September 1871, 3. Seite, 3. Spalte, Weimar.

| Personendaten    | Personendaten |
| ---------------- | --- |
| NAME             | Rebling, Carl |
| ALTERNATIVNAMEN  | Rebling, Johann Gottlob Wilhelm (Taufname); Rebling, Christian Gottlob Wilhelm (Sterberegister); Rebling, Chr.; Rebling, C. |
| KURZBESCHREIBUNG | deutscher Jurist und Politiker                                                                                              |
| GEBURTSDATUM     | 11. März 1813 |
| GEBURTSORT       | Clingen |
| STERBEDATUM      | 23. März 1878 |
| STERBEORT        | Eisenach |